# Grusonwerk

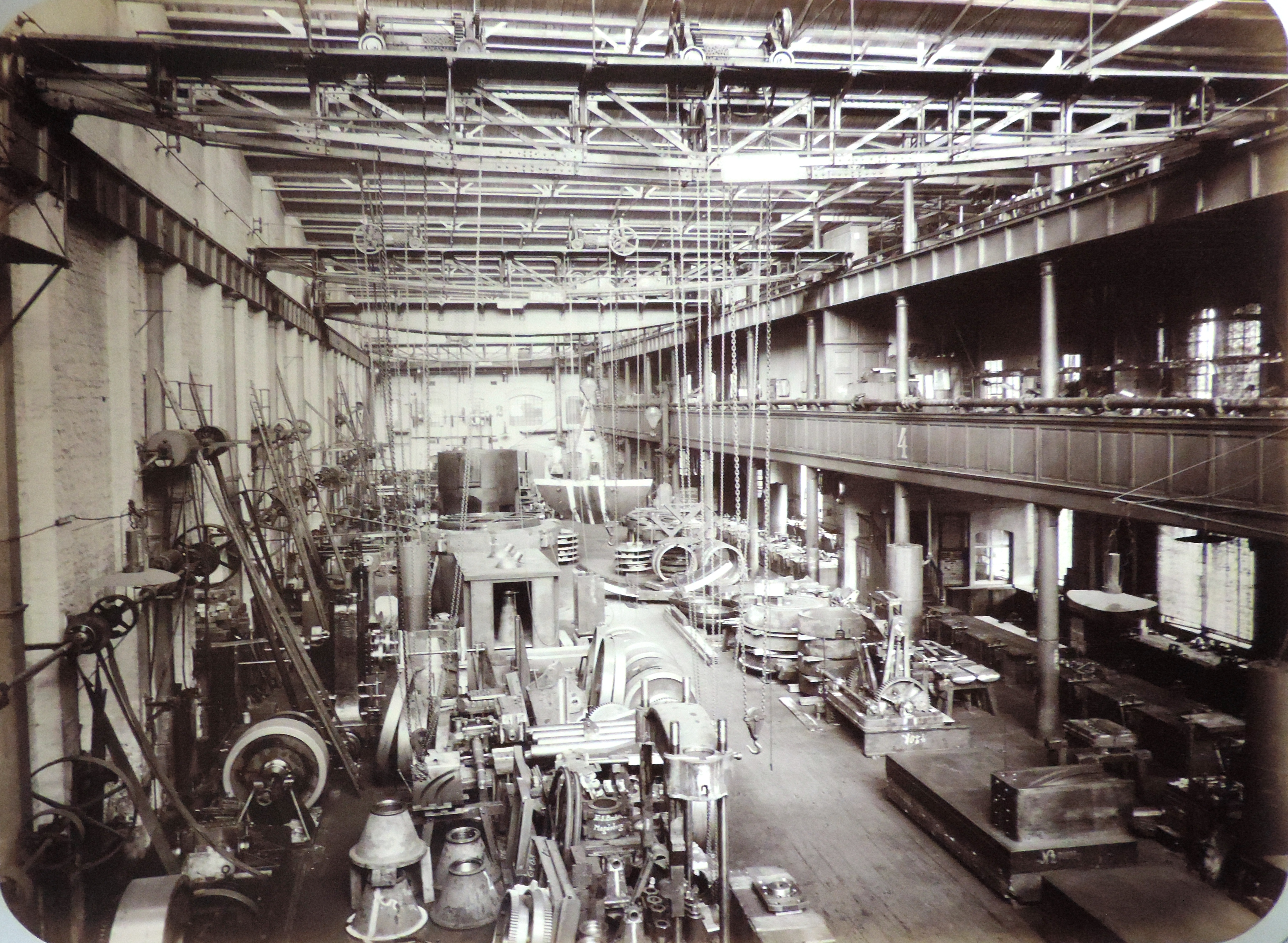
Fabryka Grusonwerk w Magdeburgu

Grusonwerk – niemiecki producent wyrobów stalowych założony w XIX wieku przez Hermanna Grusona, przedsiębiorstwo produkujące stalowe wieże i inne elementy pancerne w fortyfikacjach, pionier zastosowania elementów stalowych w dziełach fortyfikacyjnych.

## Historia
W 1866 r. Hermann Gruson wraz z inżynierem wojskowym, ppłk. Maximilianem Schumannem umieścili pierwszą kazamatę pancerną w Forcie Bingen w Moguncji.
W latach 70. zainstalował pierwsze wieże pancerne w fortach w Metzu, Kolonii, Ingolstadt i Geestemünde (w ujściu Wezery). Wynalazł metodę wytwarzania utwardzonych, zaoblonych elementów pancernych z żeliwa, które lepiej odbijały pociski niż nachylane pod kątem pancerze płaskie.
W latach 60. XIX w. niemiecka marynarka wojenna, po obserwacjach skuteczności pierwszego monitora i okrętów pancernych w czasie amerykańskiej wojny secesyjnej, przyjęła wieże Grusona na wyposażenie swoich jednostek.
W 1868 r. najnowocześniejsze działa Kruppa prowadziły ogień do pancerzy Grusona i ku wielkiemu rozczarowaniu Alfreda Kruppa rykoszetowały od nich, nie wyrządzając szkody. W rywalizacji na polu produkcji opancerzenia, datującej się od lat 40., Gruson zachowywał przewagę, a współpraca z Schumannem sprawiła, że baterie i wieże pancerne stały się standardowym wyposażeniem niemieckich fortyfikacji. Powodowało to też popyt na te wyroby za granicą.
W 1873 r. Krupp przeprowadził próby działa w wieży pancernej (Panzerkanone), które mimo doskonałej jakości ustępowały wyrobom Grusona.
W 1873 r. Gruson wprowadził szereg innowacji, m.in. zmniejszający odrzut przy wystrzale system hydrauliczny.
W 1879 r. zamontował pierwszą dwudziałową, żeliwną wieżę w Forcie Kameke, broniącego Metzu. Po testach w latach 70. i 80. dowiedziono, że w czasie wystrzału jednego działa drugie traci cel, powrócono więc do dział pojedynczych, które stały się standardem w niemieckich fortach do 1939 r.
W 1883 r. uruchomił pierwszą podnoszoną jednodziałową wieżę pancerną, która wszakże została przyjęta z mniejszym entuzjazmem, uznano ją bowiem za zbyt skomplikowaną do obsługi przez minimalnie przeszkolone załogi forteczne. Uznano, że od wież wysuwanych, skuteczniejsze są zwykłe.
Jedną z wielu koncepcji Grusona była przewoźna wieża pancerna (fahrbare Panzerlafette) z szybkostrzelną armatą kalibru 53 mm, którą eksportowano m.in. do Szwajcarii i Rumunii.
Rywalizacja między Grusonem a Kruppem zakończyła się w 1892, gdy Friedrich Alfred Krupp dokonał wrogiego przejęcia i zdobył 51% akcji Grusonwerk. Hermann Gruson zmarł wkrótce po utracie kontroli nad przedsiębiorstwem, a Grusonwerk Krupp stało się największym w Niemczech producentów elementów pancernych fortyfikacji i okrętów oraz dział. Wieże produkowane w Grusonwerk miały umieszczane tabliczki „Gruson-Krupp” i były uważane za najlepsze w Europie.